# Pytheas

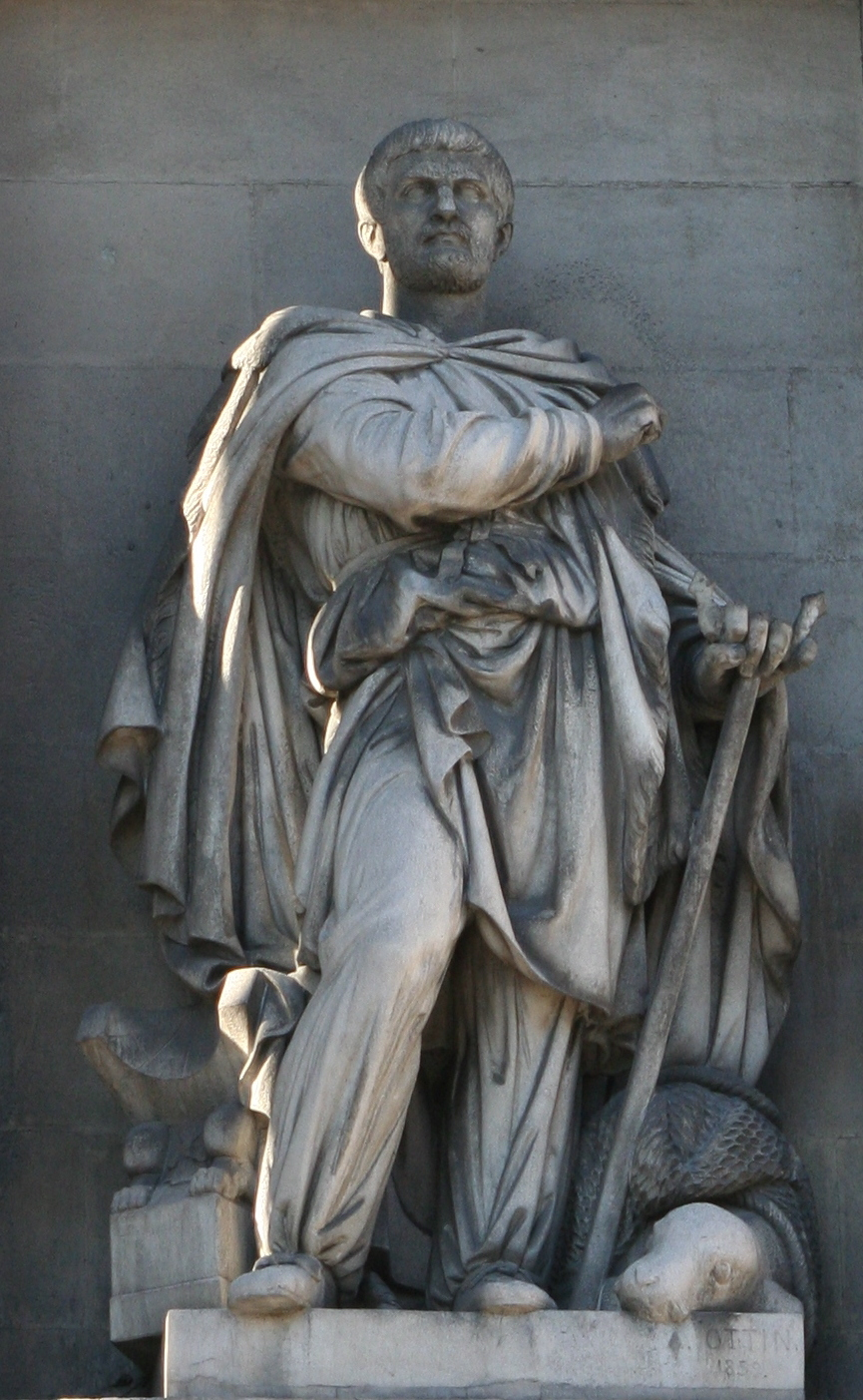
Beeld van Pytheas aan de gevel van het Beursgebouw in Marseille (Fr.)

Pytheas van Massalia (Oudgrieks: Πυθέας ο Μασσαλιώτης Pythéas ho Massaliōtēs) was een Griekse handelaar, ontdekkingsreiziger, geograaf en astronoom uit de 4e eeuw v.Chr. Hij was afkomstig uit de havenstad Massalia, het huidige Marseille, en verkende de zeeën van Noord-West Europa. Over zijn ontdekkingsreis schreef hij ca. 320 v. Chr. een werk dat onder andere onder de titel Over de oceaan (Περί του ωκεανού) wordt aangehaald. Het is niet bewaard, tenzij in aanhalingen en parafrases door andere auteurs, zoals Polybios, Strabo, Plinius de Oudere en Diodoros van Sicilië. In de oudheid zelf werd er, met name door Polybios en Strabo, getwijfeld aan het waarheidsgehalte van Pytheas' verhalen, maar recent wetenschappelijk onderzoek heeft uitgewezen dat zijn werk vrij waarheidsgetrouw was. Met gnomonmetingen berekende hij breedtegraden die werden gebruikt door Hipparchos voor cartografie. Ook maakte Pytheas belangwekkende observaties over de Keltische en Germaanse volkeren, en over fenomenen als pakijs, de pooldag en de getijden. Zijn berichtgeving over Thule zou eeuwenlang de verbeelding prikkelen.

## Pytheas' reis
Over de route die Pytheas gevolgd heeft bestaat veel discussie. De volgende routebeschrijving is slechts een van de meer betrouwbare en geloofwaardige reconstructies. Vanuit Marseille voer hij waarschijnlijk naar de dochterkolonie Agathe Tyche (Agde), om bij Narbo de handelsroute naar Burdigala te nemen, eerst via de rivier de Aude en vanaf Carcaso over land langs Tolosa door de vallei van de Garonne tot de Gironde. Zo zou hij een rondvaart van het Iberië hebben vermeden, wat niet alleen tijd bespaarde, maar ook moeilijkheden met de Carthagers.
Vermoedelijk reisde hij niet met zijn eigen schip, maar scheepte hij steeds in bij plaatselijke handelaars, om zo langs de kust steeds noordelijker te trekken. Vanuit Bordeaux maakte hij de oversteek naar Bretagne, en van daaruit naar de Britse eilanden. Vervolgens voer hij langs Cornwall naar de Ierse Zee en bezocht daar het eiland Man. Dan reisde hij verder langs de kust van Groot-Brittannië naar het uiterste noorden, waar hij de Hebriden en de Orkney-eilanden aandeed. 
Daarop reisde hij mogelijk mee met inheemse schepen naar een land dat hij Thule noemt. Volgens sommige historici voldoen IJsland, de Shetlandeilanden en de Faeröer het meest aan de beschrijving die hij erover geeft, maar anderen suggereren de kusten van Noorwegen omdat Pytheas het heeft over bijen, honing en rijke graanvelden, iets wat niet aangetroffen wordt op de genoemde Noord-Atlantische eilanden maar wel in Noorwegen. 
Hoe het ook zij, zijn ontdekkingstocht ging daarna verder langs de oostkust van Brittannië terug naar het zuiden, om vervolgens mogelijk de kusten van de Noordzee te bezoeken: van Zeeland tot Denemarken (Jutland) en wellicht nog verder oostelijk door de Oostzee tot aan de Wisła en de Baltische kuststreken. Na deze lange tocht keerde hij weer westwaarts naar de Noordzee en vervolgens langs de kust van Frankrijk terug naar Marseille.

## Invloed op het Griekse wereldbeeld
Pytheas' reis was meer dan enkel een tochtje langs de kusten van Noordwest-Europa. Blijkbaar nam hij ook de tijd om de gebruiken van de mensen die hij op de eilanden aantrof te bestuderen en om lange tochten in het binnenland te maken. Wat juist het doel was van zijn reis is dan ook een moeilijk te beantwoorden vraag.
Het kan een opdracht van de stad zijn geweest om te gaan kijken waar het voor de Massiliaanse economie zo belangrijke tin en barnsteen vandaan kwamen. Maar de interesse van Pytheas was duidelijk breder dan de economie en spitste zich ook toe op de inheemse bevolking en op wetenschap. Zo maakte Pytheas kennis met het bevriezen van de zee, beschreef hij het noorderlicht, de midzomernachtzon, en de getijdenwerking, en berekende hij verschillende keren onderweg aan de hand van de zon hoe ver noordelijk hij gekomen was.
Het belang van Pytheas was tijdens de Oudheid erg groot. Lange tijd was hij in het mediterrane gebied de belangrijkste en waarschijnlijk zelfs enige bron voor kennis omtrent het noordwesten van Europa. Zijn berekeningen over de maximale hoogte van de zon werden door hellenistische wetenschappers gebruikt in allerlei berekeningen, zoals bij het berekenen van de omtrek van de aarde.